# KRI Nagabanda
Le KRI Nagabanda (406) est un sous-marin de classe Whiskey (Project 613) fabriqué en Union soviétique, navire de tête de la classe Nagabanda (nom local de la classe Whiskey) de la marine indonésienne.

## Conception
La conception initiale a été développée au début des années 1940 en tant que suite du sous-marin de classe Chtchouka. À la suite de l’expérience de la Seconde Guerre mondiale et de la capture de la technologie allemande à la fin de la guerre, les Soviétiques ont émis une nouvelle exigence de conception en 1946. La conception révisée a été développée par le bureau d'études Lazurit basé à Gorki. Comme la plupart des sous-marins conventionnels conçus de 1946 à 1960, la conception a été fortement influencée par le Unterseeboot type XXI de l’Allemagne nazie. Au cours des années 1950, les chantiers navals soviétiques ont produit plus de 200 bateaux de classe Whiskey.

## Historique
Au cours des années 1950, l’Indonésie nouvellement indépendante a cherché à étendre son contrôle politique sur les îles périphériques, dont certaines arboraient encore le drapeau colonial néerlandais. Sous la direction du leader indépendantiste Soekarno, Jakarta a commencé à faire des achats importants d’armes soviétiques pour soutenir sa politique de « confrontation » consistant à utiliser la pression militaire. Ces acquisitions comprenaient douze sous-marins diesel-électriques soviétiques de 1470 tonnes de classe Whiskey et un ravitailleur de sous-marins (le KRI Ratulangi) pour les soutenir. Grâce à cet achat, pendant environ une décennie, l’Indonésie a eu la plus grande flotte de sous-marins d’Asie du Sud-Est. Les sous-marins ont été livrés entre 1959 et 1962, avec des torpilles acoustiques anti-navires SAET-50 alors d’une technologie avancée. Les premiers équipages indonésiens ont reçu neuf mois de formation en anglais à Gdańsk, en Pologne, de la part d’instructeurs russes, y compris des croisières sur la mer Baltique. 
Jakarta a rapidement utilisé ces sous-marins dans sa campagne pour le contrôle de la Nouvelle-Guinée occidentale, comme décrit par le contre-amiral Agung Pramono dans son Histoire de l’escadrille de sous-marins indonésiens :

« Il y a eu trois déploiements de sous-marins au cours de l’opération militaire contre les forces néerlandaises en Papouasie occidentale,  appelée Jaya Wijaya 1. Les KRI Nagabanda (403), KRI Trisula (402) et KRI Tjandrasa (408) ont lancé avec succès une attaque contre les forces néerlandaises dans la région de Papouasie occidentale. »

En 1962 près de Biak, le Nagabanda a été impliqué dans un incident qui aurait pu finir de façon tragique. Un avion de patrouille maritime hollandais Lockheed P-2 Neptune s’est approché du Nagabanda par derrière. L’équipage ne l’a détecté que lorsque l’avion était au-dessus d’eux. Le commandant du sous-marin, le major Tjipto Wignjoprajitno, a donné à 12 h 15 l’ordre de plonger à une profondeur de 15 mètres, en indiquant que si les Hollandais larguaient des bombes, le sous-marin était perdu. Le Nagabanda a continué à plonger jusqu’à une profondeur de 50 mètres. Les Hollandais ont largué une bouée sonar. L’équipage entendait le son : ping ... ping... ping... Le Nagabanda a continué à plonger jusqu’à 70 mètres. Peu de temps après, les Hollandais ont commencé à larguer des charges de profondeur. Pendant trois heures, le Nagabanda a zigzagué en immersion pour tenter de s’échapper. Les charges de profondeur continuaient à exploser. La situation sur le sous-marin est devenue critique, en particulier après que le gouvernail horizontal du sous-marin ait été endommagé. Le bateau ne pouvait plus remonter de sa plongée. Le commandant du Nagabanda a décidé d’éteindre le moteur Diesel pour éviter de descendre trop profond. Après cela, ils ont recherché une « piste liquide » : une couche d’eau de mer avec une densité plus élevée que les eaux environnantes. Là, ils ont gardé le silence et éteint tous les équipements produisant du bruit. Même l’équipage avait l’interdiction de se déplacer. Ils ont survécu dans l’air étouffant, la chaleur et le manque d’oxygène pendant 36 heures avant que finalement les Hollandais décident d’abandonner. À minuit, ils sont remontés à la surface de la mer en chassant aux ballasts. De là, ils ont navigué jusqu’à Halmahera, où ils ont découvert que les dommages au gouvernail horizontal avaient été causés par le détachement des plans droit et gauche en raison de l’explosion des charges de profondeur.
Jakarta a finalement atteint son objectif de forcer les Néerlandais à quitter la Nouvelle-Guinée occidentale. Puis, de 1963 à 1966, il s’est opposé militairement sans succès à la création d’un État malaisien indépendant, l’entraînant dans des affrontements répétés avec les forces australiennes. Par conséquent, en 1964, le Nagabanda a été envoyé pour espionner la côte de l’Australie-Occidentale, qui s’est avérée avoir des eaux plus froides que celles auxquelles l’équipage était habitué. En rentrant, l’équipage a décidé de jeter leurs ordures dans les eaux australiennes, en particulier les boîtes de conserve vides fabriquées en Indonésie.
Plus tard le Nagabanda a été envoyé pour photographier la plage de Terengganu en Malaisie afin de déterminer s’il était possible d’y débarquer des troupes. Détecté par une frégate britannique et un avion de patrouille maritime Avro Shackleton, l’équipage a temporairement repeint son numéro de coque pour tromper leurs poursuivants.
Cependant, le réchauffement des relations de Sukarno avec l’Union soviétique a inspiré les efforts américains pour le déstabiliser. Enfin, en 1966-1967, la CIA a aidé à orchestrer un coup d'État militaire de droite, qui a entraîné le massacre de plus d’un demi-million de communistes indonésiens et de minorités ethniques. Cette boucherie a refroidi les relations avec l’Union soviétique, qui a cessé de fournir les pièces de rechange et l’expertise de maintenance nécessaires pour faire fonctionner les sous-marins, forçant l’Indonésie à cannibaliser la majeure partie de sa flotte dans les années 1970.